# Curtis Armstrong
Curtis Armstrong(nascido em 27 novembro de 1953) é um americano ator mais conhecido por seu papel como Booger Revenge of the Nerds, como Herbert Viola em Moonlighting e como Metatron em Supernatural.